# Heterochelus gracilis
Heterochelus gracilis är en skalbaggsart som beskrevs av Kulzer 1960. Heterochelus gracilis ingår i släktet Heterochelus och familjen Melolonthidae. Inga underarter finns listade i Catalogue of Life.